# Romain Kneubühler
Romain Kneubühler (...) è un giocatore di football americano francese che gioca come offensive lineman per i Black Panthers de Thonon.